# 다정초등학교
다정초등학교는 대한민국 세종특별자치시에 있는 공립 초등학교이다.
.

## 연혁
- 2018년 3월 1일 : 개교